# Слушайте на той стороне
«Слушайте на той стороне» (монг. Дайсны цэргүүдээ сонсоцгоо!) — советско-монгольский совместный художественный фильм о боях на реке Халхин-Гол в 1939 году.

## Сюжет
В 1939 году небольшой отряд особого назначения под командованием Бурова был послан в Монголию с целью отвлечь японских захватчиков от мест настоящих боевых действий в районе реки Халхин-Гол. Эта операция проводилась с помощью мощных репродукторов, воспроизводящих шумы движущихся танков и истребителей. Кроме того, отряд Бурова (офицер Гэлэг, переводчица Осипенко, шоферы Глушков и Зайцев) должен был вести агитационную работу среди местного населения. Каждый выезд отряда подвергался смертельной опасности: ведь шумовая атака — это вызов огня противника на себя…

## В ролях
- Михаил Ульянов — комкор Жуков
- Чойбалсангийн Нергуй — маршал Чойбалсан
- Всеволод Сафонов — Буров, командир отряда особого назначения
- Эльза Леждей — капитан Осипенко, переводчица
- Виктор Павлов — Зайцев, водитель
- Геннадий Юхтин — Степан Глушков, водитель, старшина-сверхсрочник
- Светлана Старикова — Озерцова
- Лев Вайнштейн — Воробьёв
- Леонид Кулагин — Абозов
- Нурмухан Жантурин — Камацубара, японский генерал
- Сергей Курилов — комкор
- Владимир Уан-Зо-Ли — Сатоми
- Борис Химичев
- Намсрайн Сувд — Цэндсурэн